# 有這樣的朋友是我的榮耀
《有這樣的朋友是我的榮耀》（暫譯）是即將播出的美國劇情類網絡迷你劇集，改編自艾米·西爾弗斯坦創作的同名回憶錄，由珍妮佛·嘉納領銜主演，她與J·J·亞伯拉罕、凱倫·克朗、本·斯蒂芬森以及艾米·西爾弗斯坦共同擔當執行製片人。劇集於蘋果公司的線上串流媒體平台Apple TV+首播。

## 概要
艾米的一群友人在她等待心臟移植獲得重生的過程中展現出人性的堅韌與友誼的力量。

## 演員與角色
- 珍妮佛·嘉納 飾演 艾米·西爾弗斯坦（Amy Silverstein）

## 製作

### 開發
2018年9月20日，蘋果公司宣佈直接預定迷你劇《有這樣的朋友是我的榮耀》全季，劇集改編自艾米·西爾弗斯坦2017年出版的的同名回憶錄，執行製片人包括珍妮佛·嘉納、J·J·亞伯拉罕、凱倫·克朗、本·斯蒂芬森以及艾米·西爾弗斯坦，由壞機器人製片公司和華納兄弟電視公司聯合製作。

### 選角
隨著劇集宣佈確定將開發製作，珍妮佛·嘉納確認領銜出演。

## 資料來源
1. 1 2 3  Andreeva, Nellie. . Deadline Hollywood. 2018-12-13  [2018-12-13]. （原始内容存档于2018-12-13） （英语）.
2. 1 2  Otterson, Joe. . Variety. 2018-12-13  [2018-12-13]. （原始内容存档于2021-03-20） （英语）.
3. 1 2  Goldberg, Lesley. . The Hollywood Reporter. 2018-12-13  [2018-12-13]. （原始内容存档于2021-03-10） （英语）.

## 外部連結
- 互联网电影数据库（IMDb）上《有這樣的朋友是我的榮耀》的资料（英文）